# Список рек Техаса
Список рек Техаса включает в себя перечень крупнейших рек и ручьёв, полностью или частично располагающихся на территории штата Техас. На территории штата находится 15 крупных рек, более 3700 рек и ручьёв имеют собственные названия. Все водные пути впадают либо в Миссисипи, либо в Мексиканский залив, либо в Рио-Гранде. Устья всех рек находятся в одном из семи эстуариев.

## Длиннейшие реки штата
Вода из приведенных ниже десяти рек так или иначе впадает в Мексиканский залив. Пять рек являются притоками более крупных рек: Пекос впадает в Рио-Гранде, Ред-Ривер — в Миссисипи, а реки Сабин и Нечес в озеро Сабин, которое соединено с Мексиканским заливом проливом. Канейдиан-Ривер впадает в реку Арканзас, которая является притоком Миссисипи.
1. Рио-Гранде — 3051 км, 2010 из которых проходит по границе Техаса и Мексики
2. Ред-Ривер — 2190 км, из которых 1090 в Техасе
3. Бразос — 2060 км, из которых 1350 в Техасе
4. Пекос — 1490 км, большей частью в Нью-Мексико
5. Колорадо — 1387 км, располагается практически целиком в Техасе
6. Канейдиан-Ривер — 1220 км, из которых около 320 в Техасе
7. Тринити — 1140 км, находится целиком в Техасе
8. Сабин — 893 км, из которых 580 в Техасе
9. Нечес — 669 км, целиком в Техасе
10. Нуэсес — 507 км, целиком в Техасе

Тринити является длиннейшей рекой, бассейн которой находится целиком в Техасе. Колорадо — длиннейшая река с истоком и дельтой на территории Техаса, однако главный исток реки находится на территории Нью-Мексико.